# Nottingham Challenge 2012
Il Nottingham Challenge 2012, noto anche come Aegon Nottingham Challenge, è stato un torneo professionistico di tennis giocato sull'erba. È stata la 26ª edizione del torneo, facente parte dell'ATP Challenger Tour nell'ambito dell'ATP Challenger Tour 2012 e la settima, facente parte dell'ITF Women's Circuit nell'ambito dell'ITF Women's Circuit 2012. Si è giocato a Nottingham nel Regno Unito dall'11 al 17 giugno 2012.

## Partecipanti ATP

### Teste di serie
| Nazionalità | Giocatore       | Ranking* | Testa di serie |
| ----------- | --------------- | -------- | -------------- |
| Israele     | Dudi Sela       | 95       | 1              |
| Slovacchia  | Karol Beck      | 104      | 2              |
| Stati Uniti | Michael Russell | 110      | 3              |
| Stati Uniti | Rajeev Ram      | 123      | 4              |
| Turchia     | Marsel İlhan    | 124      | 5              |
| Slovenia    | Grega Žemlja    | 129      | 6              |
| Stati Uniti | Jesse Levine    | 131      | 7              |
| Sudafrica   | Rik De Voest    | 144      | 8              |

- Ranking al 28 maggio 2012.

.

### Altri partecipanti
Giocatori che hanno ricevuto una wild card:
- Luke Bambridge
- Ed Corrie
- Kyle Edmund
- Joshua Goodall

Giocatori che hanno ricevuto un entry come special exempt:
- Robert Kendrick

Giocatori passati dalle qualificazioni:
- Richard Bloomfield
- Stéphane Bohli
- Adrien Bossel
- Aljaksandr Bury

## Partecipanti WTA

### Teste di serie
| Nazionalità | Giocatrice          | Ranking* | Testa di serie |
| ----------- | ------------------- | -------- | -------------- |
| Bielorussia | Nastas'sja Jakimava | 100      | 1              |
| Rep. Ceca   | Karolína Plíšková   | 122      | 2              |
| Russia      | Valerija Savinych   | 127      | 3              |
| Giappone    | Erika Sema          | 134      | 4              |
| Russia      | Vitalija D'jačenko  | 143      | 5              |
| Francia     | Claire Feuerstein   | 145      | 6              |
| Italia      | Camila Giorgi       | 146      | 7              |
| Romania     | Mihaela Buzărnescu  | 149      | 8              |

- Ranking al 28 maggio 2012.

### Altre partecipanti
Giocatrici che hanno ricevuto una wild card:
- Katy Dunne
- Anna Fitzpatrick
- Jade Windley
- Lisa Whybourn

Giocatrici passate dalle qualificazioni:
- Çağla Büyükakçay
- Maria João Koehler
- Conny Perrin
- Marta Sirotkina

Giocatrici che hanno ricevuto un entry come Junior Exempt:
- Ashleigh Barty

## Campioni

### Singolare maschile
- Grega Žemlja ha battuto in finale  Karol Beck, 7–6(3), 4–6, 6–4

### Doppio maschile
- Olivier Charroin /  Martin Fischer hanno battuto in finale  Evgenij Donskoj /  Andrej Kuznecov, 6–4, 7–6(6)

### Singolare femminile
- Ashleigh Barty ha battuto in finale  Tatjana Maria, 6–1, 6–1

### Doppio femminile
- Ashleigh Barty /  Sally Peers hanno battuto in finale  Réka-Luca Jani /  Maria João Koehler, 7–6(2), 3–6, [10–5]